# Virgílio Meira Soares
Virgílio Alberto Meira Soares GCIP é um engenheiro e professor universitário português.

## Biografia
Licenciado e Doutorado em Engenharia Química, foi Professor Catedrático de Química da Faculdade de Ciências da Universidade de Lisboa, desde 1979. Foi Secretário de Estado do Ensino Superior (1985), Reitor da Universidade de Lisboa (1986-1998), Presidente do Conselho Executivo da Fundação das Universidades Portuguesas (1999-2002), representante do Conselho de Reitores das Universidades Portuguesas no Institute for Health Metrics and Evaluation, pertencente à OCDE (1999-2005) e Presidente da Comissão Nacional de Acesso ao Ensino Superior (desde 1995). Tem vasta obra publicada, especialmente no domínio da termodinânica. Recebeu a Grã-Cruz da Ordem da Instrução Pública a 28 de Maio de 2002.